# Вількув (Свентокшиське воєводство)
Вількув (пол. Wilków) — село в Польщі, у гміні Бодзентин Келецького повіту Свентокшиського воєводства.
Населення — 882 особи (2011).
У 1975-1998 роках село належало до Келецького воєводства.

## Демографія
Демографічна структура на день 31 березня 2011 року:
|          | Загалом | Допрацездатний вік | Працездатний вік | Постпрацездатний вік |
| -------- | ------- | ------------------ | ---------------- | -------------------- |
| Чоловіки | 426     | 94                 | 302              | 30                   |
| Жінки    | 456     | 110                | 274              | 72                   |
| Разом    | 882     | 204                | 576              | 102                  |